# Aviation Magazine International
Cet article possède un paronyme, voir Aviation Magazine.
Aviation Magazine International est une revue généraliste française consacrée à l’aéronautique et l’astronautique.

## Généralités
Le premier numéro du périodique Aviation Magazine International paraît le 1er mai 1950 sous le titre Aviation Magazine. Son président-directeur général est alors Pierre Laureys, son directeur Claude Dufresne et son rédacteur en chef Guy Michelet. La parution de la revue est alors bimensuelle. Le nom de Charles Girod comme secrétaire de rédaction apparaît dès le no 4 tandis que celui Jacques Laureys fait son apparition comme directeur de la revue dans le numéro 16 du 16 décembre 1950.
Aviation Magazine devient hebdomadaire pendant une période comprise entre le no 114 du 6 janvier 1955 et le no 218 du 3 janvier 1957, avant de reprendre son rythme de bimensuel.
Pour refléter l’importance croissante de l’astronautique, la revue adopte le titre Aviation Magazine de l'espace avec le no 308 daté du 1er octobre 1960. Elle redevient Aviation Magazine avec le no 367 du 15 mars 1963 au moment même où la revue absorbe l’hebdomadaire Les Ailes ainsi que la revue L'Air et l'Espace. En janvier 1966, elle absorbe sa consœur Air Revue.
Ultime altération de son nom d’origine, la revue devient Aviation Magazine International avec le no 386 daté du 1er janvier 1964, et ce jusqu’à l’ultime exemplaire paru le 1er avril 1992 (no 1047). Elle était alors dirigée depuis 1983 par Pierre Sparaco rédacteur en chef. Patrick Casanovas et Serge Pozzoli sont à cette époque les dirigeants du groupe Larivière. le photographe d'aviation magazine était Roger Demeulle.
Au sommaire de la revue figuraient des rubriques telles que les nouvelles de l’aéronautique, de l’astronautique, de l’aviation générale ainsi que des articles de fond, des articles sur les équipements, l’industrie aéronautique, la défense, le parachutisme, l’histoire ainsi que des articles pour spotter, sur le transport aérien, les techniques et le vol à voile. Des articles de fond décrivaient les derniers types d’appareils en détail, les activités de l’industrie aéronautique dans divers pays européens, la préservation aéronautique. La section « histoire » était en particulier directement destinée aux enthousiastes avec une section « vos questions », une revue bibliographique, des articles en plusieurs parties sur des sujets historiques comme les constructeurs français ou les appareils utilisés par des forces aériennes étrangères.
La revue comprenait habituellement 80 pages pour un format légèrement plus grand que le A4, illustré de nombreuses photographies noir et blanc et couleurs, des plans trois-vues, des écorchés, des diagrammes et des profils en couleur.
Considérée comme une référence en matière de revue d’aviation généraliste, l'ultime exemplaire publié sous le nom Aviation Magazine International paraît le 1er avril 1992 avant de fusionner dès la mi-avril 1992 avec son rival, l'hebdomadaire Air & Cosmos.